# Boarding House Reach
| Совокупная оценка | Совокупная оценка |
| Источник          | Оценка            |
| ----------------- | ----------------- |
| AnyDecentMusic?   | 6.6/10            |
| Metacritic        | 74/100            |
| Оценки критиков   |                   |
| Источник          | Оценка            |
| AllMusic          | [ 4 ]             |
| The A.V. Club     | B                 |
| Clash             | 9/10              |
| Exclaim!          | 7/10              |
| The Guardian      | [ 8 ]             |
| The Independent   | [ 9 ]             |
| NME               | [ 10 ]            |
| Pitchfork         | 4.7/10            |
| PopMatters        | [ 12 ]            |
| Rolling Stone     | [ 13 ]            |

Boarding House Reach — третий сольный студийный альбом Джека Уайта, выпущенный 23 марта 2018 года его собственным лейблом Third Man Records, а также лейблами XL Recordings и Columbia Records. Диск возглавил американский хит-парад Billboard 200, в 3-й раз в сольной карьере Уайта.

## Об альбоме
Boarding House Reach был записан в 2017 году на студиях Third Man Studio (Нашвилл), Sear Sound (Нью-Йорк) и Capitol Studios (Лос-Анджелес)

## Отзывы
Альбом получил положительные и умеренные отзывы музыкальной критики и интернет-изданий: Clash, Exclaim!, NME, PopMatters, Rolling Stone.

## Коммерческий успех
Boarding House Reach дебютировал на первом месте американского хит-парад Billboard 200 с тиражом 124,000 альбомных эквивалентных единиц, включая 121,000 чистых альбомных продаж (без стриминговых треков). Это третий чарттоппер в карьере Уайта после двух предыдущих: Lazaretto (2014) и Blunderbuss (2012). В составе группы-дуэта The White Stripes он уже был три раза в 2003—2007 годах с их альбомами в top-10 чарта Billboard 200, с лучшим результатом № 2 в 2007 Icky Thump.

## Список композиций
Слова и музыка всех песен — Jack White III, кроме «Humoresque» (музыка Антонин Дворжак, лирика Howard Johnson, аранжировка Jack White III).
| №                   | Название                         | Длительность |
| ------------------- | -------------------------------- | ------------ |
| 1.                  | «Connected by Love»              | 4:37         |
| 2.                  | «Why Walk a Dog?»                | 2:29         |
| 3.                  | «Corporation»                    | 5:39         |
| 4.                  | «Abulia and Akrasia»             | 1:28         |
| 5.                  | «Hypermisophoniac»               | 3:34         |
| 6.                  | «Ice Station Zebra»              | 3:59         |
| 7.                  | «Over and Over and Over»         | 3:36         |
| 8.                  | «Everything You've Ever Learned» | 2:13         |
| 9.                  | «Respect Commander»              | 4:33         |
| 10.                 | «Ezmerelda Steals the Show»      | 1:42         |
| 11.                 | «Get in the Mind Shaft»          | 4:13         |
| 12.                 | «What's Done Is Done»            | 2:54         |
| 13.                 | «Humoresque»                     | 3:10         |
| Общая длительность: | Общая длительность:              | 44:07        |

## Участники записи
Источник:

| Основной исполнитель - Джек Уайт — вокал (кроме трека 4), электрогитара (треки 2, 3, 5-7, 9, 11, 12), акустические ударные (трек 3, 6, 8, 9), синтезатор (треки 1, 3, 5, 8), акустическая гитара (треки 1, 10, 12), электронные ударные (трек 6), фортепиано (трек 6), тамбурин (трек 7), орган (трек 10) Сессионные музыканты - Bobby Allende — перкуссия (треки 1-3, 7-9), акустические ударные (трек 8) - Carla Azar — акустические ударные (треки 5, 6, 11, 12), электронные ударные (треки 6, 9, 11, 12) - другие | Технический персонал - Chandler Harrod — ассистент звукоинженера - Bob Ludwig — мастеринг - Todd Manfalcone — звукоинженер - Vance Powell — звукоинженер - Джек Уайт — продакшн, звукозапись и микширование - другие |

## Чарты
| Чарт (2018)                            | Высшая позиция |
| -------------------------------------- | -------------- |
| Австралия (ARIA)                       | 11             |
| Австрия (Ö3 Austria)                   | 8              |
| Бельгия/Фландрия (Ultratop)            | 10             |
| Бельгия/Валлония (Ultratop)            | 42             |
| Канада (Canadian Albums Chart)         | 1              |
| Чехия (ČNS IFPI)                       | 16             |
| Дания (Hitlisten)                      | 40             |
| Нидерланды (Album Top 100)             | 10             |
| Финляндия (Suomen virallinen lista)    | 19             |
| Германия (Offizielle Top 100)          | 17             |
| Ирландия (IRMA)                        | 17             |
| Италия (FIMI)                          | 32             |
| Новая Зеландия (RMNZ)                  | 25             |
| Шотландия (Scottish Albums Chart)      | 5              |
| Испания (PROMUSICAE)                   | 19             |
| Швейцария (Schweizer Hitparade)        | 5              |
| Великобритания (UK Albums Chart)       | 5              |
| США (Billboard 200)                    | 1              |
| США (Billboard Top Alternative Albums) | 1              |
| США (Billboard Top Rock Albums)        | 1              |